# Eye of the Storm
Az Eye of the Storm a Divinefire keresztény szimfonikus power metal együttes ötödik albuma. Az albumon énekesként megjelenik Germán Pasqual, a Narnia nevű, szintén keresztény együttes énekese.

## Számlista
1. Time for Salvation - 4:35
2. Hold On - 4:00
3. Unchain My Soul - 4:03
4. Bright Morning Star - 4:44
5. To Love and Forgive - 6:57
6. Even at My Lowest Point - 4:19
7. Send Me Out - 3:25
8. Masters & Slaves - 3:57
9. The Worlds on Fire - 4:16
10. Never Surrender - 6:08
11. Masquerade - 4:07
12. Close to the Fire - 3:47

### Japán bónuszszám
1. Forever One - 4:26[1]